# Kassai vértanúk
A kassai vértanúk két jezsuita pap és egy volt jezsuita diák, esztergomi kanonok, Pázmány Péter közeli ismerősének közös elnevezése:
- Pongrácz István
- Grodecz Menyhért
- Kőrösi Márk

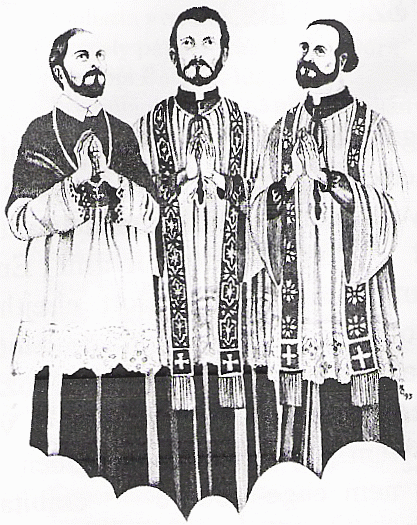
Kassai szent vértanúk

Mindhárman 1619. szeptember 7-én szenvedtek vértanúhalált Kassán, mert nem tagadták meg katolikus hitüket, és mert nem fogadták el Kálvin János hitújításait (reformáció).
A kassai vértanúk a magyarországi jezsuita rendtartomány védőszentjei.
Ünnepük a katolikus naptár szerint haláluk napja, szeptember 7.
A kassai vértanúknak emléket állítottak Sopronban a Szent György Dómtemplomban.
A Borgia Szent Ferenc kápolna mennyezetén lévő falfestmény a kassai vértanúkat ábrázolja, melyet Wosinszky Kázmér (soproni festő) festett 1956-ban.
Emléket állítottak továbbá az esztergomi Bazilikában is az ő tiszteletükre.
Az oltárra a század végén helyezték el a három kassai vértanú szoborcsoportját, Kiss György munkáját. Ereklyéik abban az ezüstvázas tartóban láthatók, melyekben korábban a Szent Jobbot őrizték.

## A vértanúság
Amikor Rákóczi György hajdúi szeptember 3-án Kassához értek, Dóczi András császári főkapitány kevés katonájával kilátástalannak látta a harcot, tekintettel a város protestáns vezetőségére. Másnap létrejött a város átadásáról szóló szerződés, amelynek kikötése volt, hogy senkinek, sem a katolikus híveknek, sem pedig papjaiknak nem eshet bántódása. Amikor a hajdúk szeptember 5-én bevonultak a városba, tüstént felrúgták a megállapodást: Dóczit bilincsbe verték és elhurcolták Erdélybe. Rákóczi György meghagyta, hogy a három papot tartsák szigorú házi őrizetben. Kétnapi éheztetés után megpróbálták hittagadásra bírni őket, majd pedig az első sikertelen kísérlet után, szeptember 7-én ismét rájuk törtek, és válogatott kínzások után Márkot és Menyhértet lefejezték, Istvánt pedig halottnak vélve egy közeli szennygödörbe vetették, majd pedig mellé dobták a másik két áldozat testét is.
Elvonulásuk után Eperjessy István, a három pap házi kápolnájának sekrestyése, Pongrácz István nyöszörgésére lett figyelmes, de nem tudott rajta segíteni, mivel katolikus lévén maga sem hagyhatta el a házat. Így húszórás kínlódás után a város szennygödrében Pongrácz István is meghalt.

## Kultusz

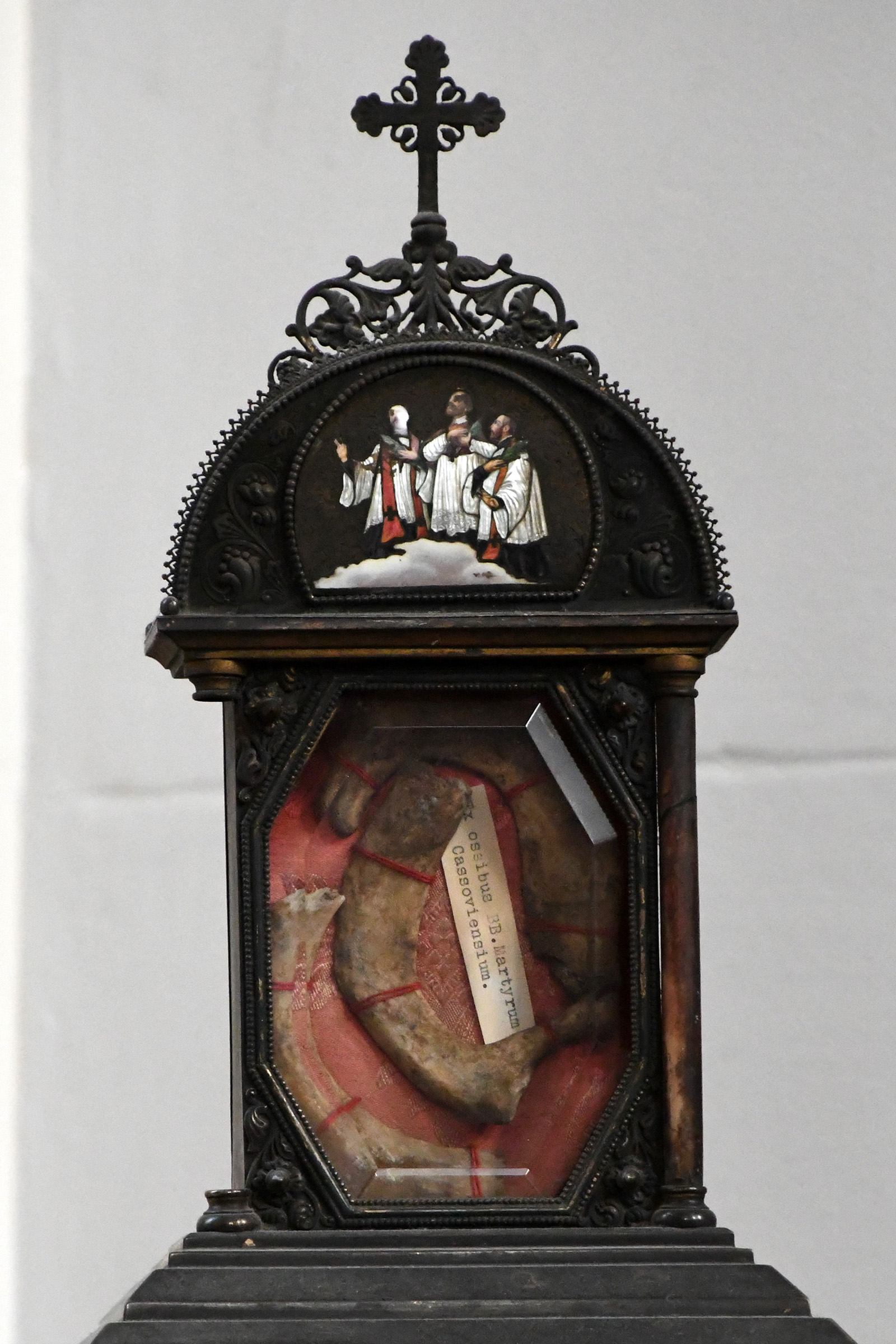
A kassai vértanúk csontereklyéi a pesti jezsuita templomban

Az első, akinek sikerült méltóbb helyre hozatni és eltemettetni a három vértanú holttestét, özvegy Gadóczy Bálintné volt, aki „engedelmet nyert a bírótól a meggyilkoltatottak testeinek férje tetemei mellé leendő eltemettetésére.”
Fél év elteltével, Bethlen Gábor és a királyi Magyarország képviselői, ugyanabban a házban folytatták a béketárgyalásokat, ahol a három vértanút megkínozták. A befejező díszlakoma után az erdélyi fejedelem táncra kérte föl Forgách Zsigmondnak, a királyi nádornak a feleségét, Pálffy Katalint. Ő azonban csak azzal a feltétellel volt hajlandó táncolni Bethlennel, ha kiadatja neki a három pap holttestét. Ez megtörtént, és a hitéről meg nem feledkező asszony piros selyembe burkoltatta az ereklyéket, amelyeket előbb a birtokán levő alsósebesi templomba, majd a hertneki várba vitetett. 1635-ben szállíttatta innen a nagyszombati klarissza kolostor templomába. E rendháznak ugyanis leánya, Forgách Mária volt a főnöknője. Miután II. József feloszlatta a klarisszákat, Batthyány József prímás engedélyével 1784-ben a nagyszombati Szent Orsolya-rendi nővérek templomába kerültek a holttestek és fejereklyék.
Boldoggá avatásuk eljárását még 1628-ban indította el Pázmány Péter bíboros, de az csak 1905-ben vezetett sikerre, amikor X. Piusz pápa január 15-én népes magyar küldöttség jelenlétében engedélyezte nyilvános tiszteletüket. Szentté avatásukra 1995. július 2-án került sor Kassán a repülőtéren II. János Pál pápa által. Kőrösi Márk a Belovár-Kőrösi egyházmegye védőszentje lett.

## Külső hivatkozások
- Diós István: Szentek Élete Archiválva 2017. november 10-i dátummal a Wayback Machine-ben
- a magyar jezsuita rendtartomány hivatalos honlapja
- Levéltári tallózó